# Andrew Selby
Andrew Selby (Barry, 25 dicembre 1988) è un pugile britannico.

## Palmarès

### Mondiali dilettanti
- 2 medaglie:
  - 1 argento (Baku 2011 nei pesi mosca)
  - 1 bronzo (Almaty 2013 nei pesi mosca)

### Europei dilettanti
- 2 medaglie:
  - 2 ori (Ankara 2011 nei pesi mosca; Minsk 2013 nei pesi mosca)

## Vita privata
È il fratello minore del pugile Lee Selby.